# یواس‌سی وجی‌اس ایزیس
یواس‌سی وجی‌اس ایسیز (به انگلیسی: USC&GS Isis) یک کشتی بود که طول آن ۱۸۰٫۴ فوت (۵۵٫۰ متر) بود. این کشتی در سال ۱۹۰۱ ساخته شد.